# جغرافيا شيكاغو

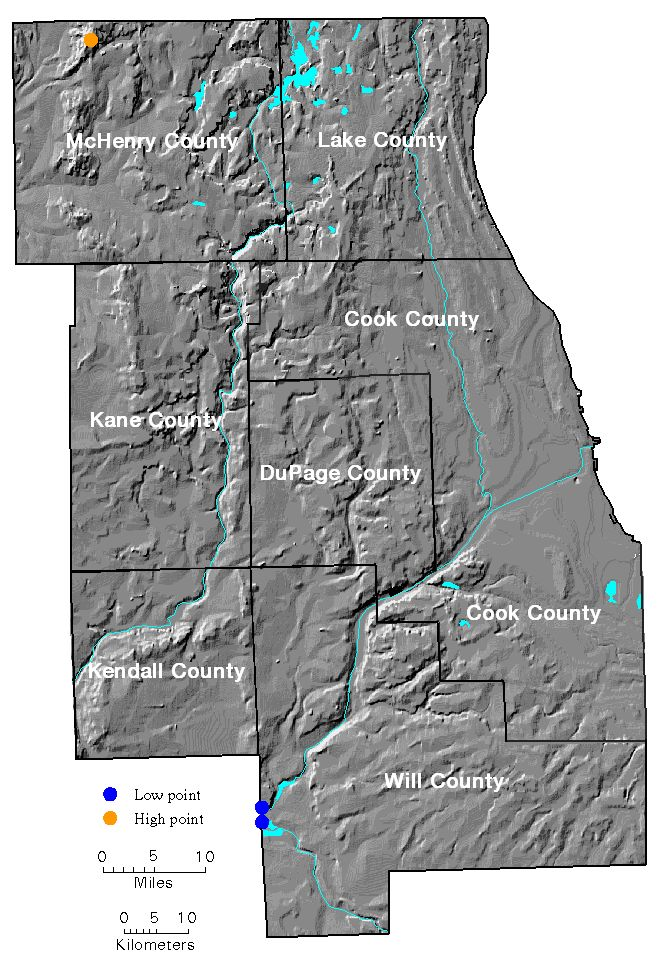
جغرافيا شيكاغو والمقاطعات المحيطة بها.

صورة الأقمار الصناعية لشيكاغو ، أكتوبر 2018

تقع مدينة شيكاغو في شمال إلينوي بالولايات المتحدة في الطرف الجنوبي الغربي لبحيرة ميشيغان . يقع على التقسيم القاري لسانت لورانس سيواي في موقع شيكاغو بورتاج ، وهو طريق تجاري قديم يربط بين نهر المسيسيبي ومستجمعات المياه في البحيرات العظمى .

## جغرافيا
إن الجغرافيا الطبيعية الحالية لشيكاغو هي نتيجة للأنهار الجليدية الكبيرة في العصر الجليدي ، وبالتحديد التجلد في ويسكونسنان الذي نحت الحوض الحديث لبحيرة ميشيغان (التي تشكلت من المياه الذائبة للنهر الجليدي). تقع مدينة شيكاغو نفسها على سهول شيكاغو ، وهو سهل منبسط كان في يوم من الأيام قاع بحششيرة الأجداد شيكاغو. هذا السهل به القليل من التضاريس الطبوغرافية. في الواقع ، التضاريس الطبوغرافية أمر غير معتاد في السهل لدرجة أن التلال والتلال التي لم يلاحظها أحد في مناطق أخرى قد تم تسميتها بأسماء. أعلى نقطة طبيعية داخل حدود المدينة تقع في حي بيفرلي في41°42′12.5″N 87°40′37″W / 41.703472°N 87.67694°W عند 672 قدم (205 م) .
إحدى السمات الخاصة لمنطقة شيكاغو كانت بحيرة الطين التي اختفت الآن في مستجمعات المياه في نهر ديس بلاينز. خلال فترات هطول الأمطار الغزيرة أو عندما فاضت ديس بلاينز على ضفافها بسبب السدود الجليدية في اتجاه مجرى النهر في أوائل الربيع ، كان النهر يتدفق عبر بحيرة الطين إلى الفرع الجنوبي لنهر شيكاغو ، مما يشكل ميناءًا مفضلاً للتجار الأوائل . عندما تأسست المدينة التي نعرفها اليوم في البداية في ثلاثينيات القرن التاسع عشر ، كانت الأرض مستنقعية وبدأت معظم المباني المبكرة على كثبان منخفضة حول مصب نهر شيكاغو. في البداية جذب مستوطنة مبكرة كبيرة لأن مرج العشب الطويل حول البحيرة وأنظمة الأنهار كانت تحتها صعبة. معبأ بالطين الجليدي ، مما يجعل الكثير من المنطقة تحظر الأراضي الرطبة.
إلى الشمال من مدينة شيكاغو ، توجد خنادق ووديان شديدة الانحدار تمتد على طول بحيرة ميشيغان. في المقابل ، من جنوب مدينة شيكاغو إلى شمال غرب إنديانا ، فهي خالية من الخدع ، حيث تصل بعض الكثبان الرملية إلى ما يقرب من 200 قدم. أبعد في الداخل ، سلسلة من موراينز تحيط بسهل شيكاغو. هذه المنطقة المحيطة جبلية وأعلى من شيكاغو بلين . ، هنا قد تجد منحدرات صخرية ووديان صخرية غائبة عن منطقة شيكاغو الداخلية (وديان الشاطئ الشمالي والضواحي الجنوبية عبارة عن وديان تربة بدون أي صخور).

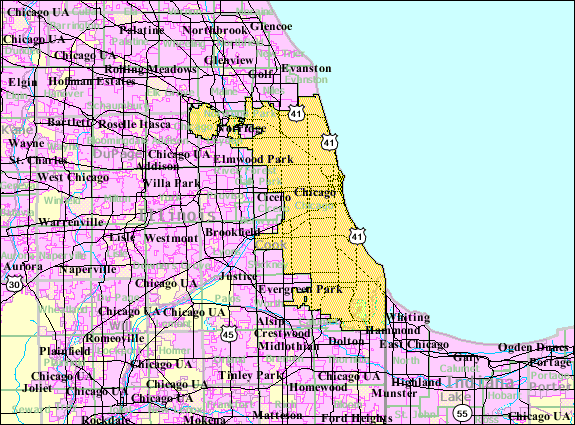
حدود مدينة شيكاغو.

يوجد أيضًا محجر كبير جدًا للحجر الجيري (محجر ثورنتون ) جنوب مدينة شيكاغو في ضاحية ثورنتون . كانت ذات يوم شعاب مرجانية عندما كان الغرب الأوسط مغطى ببحر داخلي دافئ (مئات الملايين من السنين قبل التجلد في منطقة شيكاغو).

### مناخ
تقع المدينة داخل المنطقة المناخية القارية الرطبة ، وتعاني من أربعة فصول متميزة. الصيف دافئ ورطب بمتوسط 75.5 °ف (24.2 °م) . الشتاء بارد ومثلج وعاصف مع درجات حرارة أقل من درجة التجمد. الربيع والخريف معتدل مع رطوبة معتدلة. وفقًا لخدمة الطقس الوطنية.
يبلغ متوسط هطول الأمطار السنوي في شيكاغو حوالي 34 بوصة (860 ملم). الصيف هو عادة أكثر مواسم الأمطار ، مع هطول أمطار قصيرة العمر والعواصف الرعدية أكثر شيوعًا من فترات الأمطار الطويلة. 49.35 بوصة (1,253 مـم) .

## علم البيئة
شيكاغو تقع في منطقة الغابات النفضية المعتدلة. تشمل الأشجار الأصلية في المنطقة ، والتي تكون متساقطة الأوراق ، ما يلي:

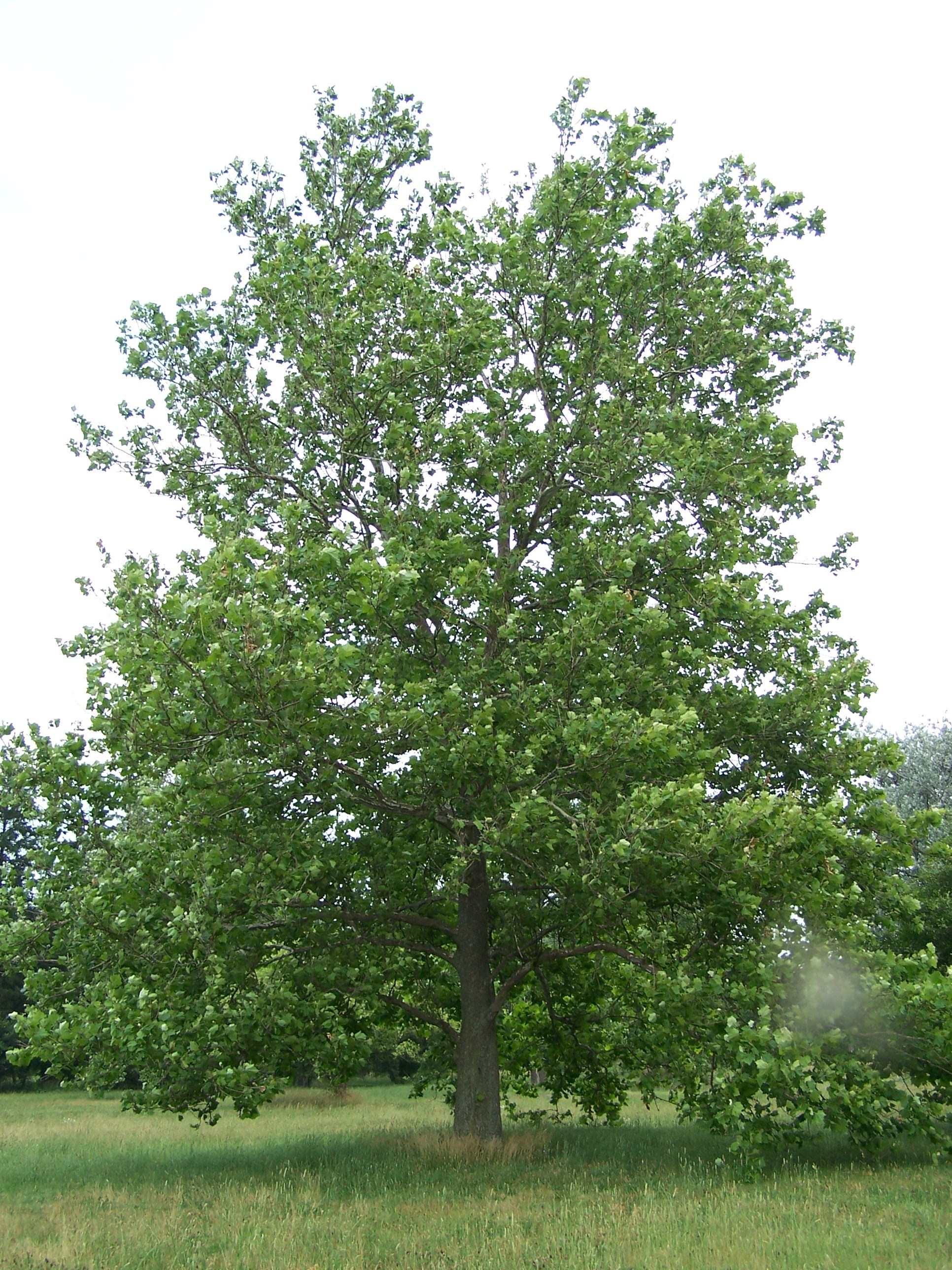
الجميز الأمريكي في مورتون أربوريتوم ، ليسل ، إلينوي.

## ناطحات سحاب
بعد بناء أول ناطحة سحاب ( مبنى التأمين على المنازل ) ، كانت شيكاغو في طليعة بناء ناطحة سحاب منذ ذلك الحين. يمكن أن تفتخر شيكاغو اليوم بامتلاكها 4 من أعلى 10 مباني في الولايات المتحدة و 9 من 100 في العالم .
وفقًا للمعايير الحديثة ، ليس لدى شيكاغو سبب كبير للبناء: كونها تقع في الغرب الأوسط ، فهي تتمتع بمساحة كبيرة للانتشار إلى الخارج على أرض مستوية إقليدية تقريبًا. هناك نهر شيكاغو ، الذي قد يجلب بعض الجدل فيما يتعلق بالقيود الجغرافية ، لكن تأثيره تم تقليله بشدة بسبب الالتزام الصارم بشبكة شيكاغو عبر النهر.
اليوم ، تشهد شيكاغو طفرة ضخمة في بناء ناطحات السحاب ، مع مشاريع مثل 55 إيست إيري (أطول مبنى سكني في الولايات المتحدة خارج مدينة نيويورك) وفندق ترامب الدولي (اكتمل في أغسطس 2008 ، وهو ثاني أطول مبنى في شيكاغو و أطول مبنى تم بناؤه في الولايات المتحدة منذ ما يقرب من ثلاثة عقود) يتكرر كثيرًا. يمكن أن يُعزى هذا إلى سابقة أن شيكاغو كان لها دائمًا تاريخ في بناء ناطحة سحاب محموم ، بدأ معظمها بعد حريق شيكاغو العظيم عندما ارتفعت أسعار الأراضي في المدينة بشكل كبير. تسبب هذا في بدء المهندسين المعماريين في البناء. منذ هذا الوقت ، يتبع المطورون ببساطة النمط المحدد أمامهم.